# Rheidol
Rheidol (wal. Afron Rheidol) – rzeka w walijskim hrabstwie Ceredigion. Jej długość wynosi 31 km.
Rheidol wypływa z masywu Plynlymon w Górach Kambryjskich, na granicy Ceredigion i Powys, ze zbiornika retencyjnego Nant-y-Moch. Przepływa przez miejscowość Ponterwyd, następnie łącząc się z Mynach w pobliżu Pontarfynach, gdzie nad Mynach wzniesione są trzy mosty, jeden nad drugim. Następnie płynie na zachód, uchodząc do Zatoki Cardigan w Aberystwyth. Przy samym ujściu łączy się z rzeką Ystwyth.
Wzdłuż doliny Rheidol biegnie wąskotorowa linia turystyczna Vale of Rheidol Railway z Aberystwyth do Pontarfynach (stacja Devil's Bridge), otwarta w 1902 roku.
Rzeka jest częstym celem wędkarzy. Jej wody obfitują w łososia oraz salmo trutta.

## Źródła
- Discover Ceredigion: Rheidol